# Aubrey Joseph
Aubrey Omari Joseph (Brooklyn, Nueva York; 20 de noviembre de 1997) es un actor estadounidense. Es más conocido por su papel como Tyrone Johnson, alias Cloak, en la serie televisiva de Freeform Cloak & Dagger.

## Carrera
Joseph comenzó a actuar en el escenario retratando a Simba en el musical de Broadway The Lion King, un papel que alternó con Judah Bellamy. Joseph logró su primer gran papel protagonista en enero de 2017 al ser elegido para encarnar a Tyrone Johnson / Cloak, uno de los protagonistas en la serie de televisión Marvel's Cloak & Dagger. El espectáculo, ambientado dentro del Universo Cinematográfico de Marvel, es transmitido por la cadena Freeform, siendo producido conjuntamente con ABC Studios y Marvel Television y se basa en los personajes de Marvel Comics del mismo nombre.Joseph y su coprotagonista de Cloak & Dagger, Olivia Holt, regresaron para prestar su voz a sus respectivos personajes en la serie animada de Disney XD Spider-Man y repitieron sus papeles para un crossover de dos episodios en la tercera y última temporada de Marvel's Runaways.

## Filmografía
| Año  | Título           | Rol                    | Notas        |
| ---- | ---------------- | ---------------------- | ------------ |
| 2013 | Fading Gigolo    | Cefus                  |              |
| 2015 | Run All Night    | Curtis 'Legs' Banks    |              |
| 2017 | A Quaker Sound   | Elias                  | Cortometraje |
| 2018 | The High Bridge  | Abel                   | Cortometraje |
| 2022 | The Inspection   | Boles                  |              |
| 2024 | Bosco            | Quawntay "Bosco" Adams |              |
| 2025 | Highest 2 Lowest | Trey King              |              |

| Año       | Título                            | Rol                          | Notas                                                             |
| --------- | --------------------------------- | ---------------------------- | ----------------------------------------------------------------- |
| 2014      | Death Pact                        | Martin                       |                                                                   |
| 2014      | Law & Order: Special Victims Unit | Yusuf Barré                  | Episodio: "Amaro's One-Eighty"                                    |
| 2016      | The Night Of                      | Dwight Gooden Stone          | Papel recurrente; 3 episodios                                     |
| 2018–2019 | Cloak & Dagger                    | Tyrone Johnson / Cloak       | Elenco principal                                                  |
| 2019      | Adult Ed.                         | Kevin                        | 2 episodios                                                       |
| 2019–2020 | Spider-Man                        | Tyrone Johnson / Cloak (voz) | Episodios: “Cloak and Dagger”, "The Cellar", “Vengeance of Venom” |
| 2019      | Runaways                          | Tyrone Johnson / Cloak       | Episodios: "Left-Hand Path", "Devil's Torture Chamber"            |
| 2020      | Little Fires Everywhere           | Warren Wright                | Episodio: "The Uncanny"                                           |